# Bifrenaria wittigii
Bifrenaria wittigii é uma espécie de orquídea epífita de crescimento cespitoso que só existe no Espírito Santo e Rio de Janeiro e Minas Gerais, no Brasil, onde habita florestas úmidas ou secas mas bem iluminadas. Com a Bifrenaria tetragona, compõe um grupo de Bifrenaria grandes que, por apresentarem o labelo carnoso formando uma espécie de bolsa, muito diferentes de todas as outras, ocasionalmente são classificadas no gênero Cydoniorchis. Apesar de muito similar à B. tetragona, a  B. wittigii apresenta pelos no lobo central do labelo, dando a ele uma aparência aveludada, O labelo da B. tetragona é liso.